# Philip Manyim
Philip Kipkurgat Manyim (Uasin Gishu, 24 marzo 1978) è un ex maratoneta e siepista keniota.

## Biografia
Nel 2005 ha vinto la Maratona di Berlino, con un tempo di 2h07'41".

## Risultati in competizioni internazionali
1999
- Argento alla Mezza maratona di Merano ( Merano) - 1h02'03"
- 13º al Nairobi International Crosscountry ( Nairobi) - 12'24"
- Oro alla Vivicittà Genova ( Genova), 12 km - 32'43"

2000
- Argento alla Old Kent River Bank Run ( Grand Rapids) - 1h17'35"
- 5º alla Stramilano ( Milano) - 1h02'01"
- Bronzo alla Fairfield Half Marathon ( Fairfield) - 1h04'14"
- Oro al Giro dei Quattro laghi ( Lucrino) - 1h05'02"
- 6º alla Big Boy Classic ( Wheeling), 20 km - 1h04'47"
- 21º alla Utica Boilermaker ( Utica), 15 km - 45'32"
- 8º al Cross della Vallagarina ( Villa Lagarina) - 29'08"
- Argento alla Tommy's American at Fair St. Louis ( Saint Louis) - 29'56"
- 5º alla Shelter Island 10 km ( Shelter Island) - 30'34"
- Oro alla Branford Road Race ( Branford), 5 miglia - 23'24"

2001
- Oro alla Mezza maratona di Prato ( Prato) - 1h02'54"
- Oro alla Villalagarina Half Marathon ( Villa Lagarina) - 1h03'08"
- 8º alla Amatrice-Configno ( Amatrice), 8,4 km - 25'01"

2002
- 5º al Giro al Sas ( Trento) - 31'28"
- Argento al Trofeo Sant'Agata ( Catania) - 32'44"
- Argento alla Madrid 10 km ( Madrid) - 28'05"

2003
- Oro alla Mezza maratona di Merano ( Merano) - 1h01'15"
- Oro alla Mezza maratona di Pavia ( Pavia) - 1h02'23"
- 10º alla Marseille-Cassis Classic ( Marsiglia), 20 km - 1h02'08"
- 7º al Trofeo Sant'Agata ( Catania) - 33'35"
- Argento alla 10 km di Brescia ( Brescia) - 29'31"

2004
- 13º alla Maratona di Amsterdam ( Amsterdam) - 2h18'47"
- Argento alla Nice Half Marathon ( Nizza) - 1h01'49"
- 6º alla 10 km du Conseil Général ( Marsiglia) - 30'20"

2005
- Oro alla Maratona di Berlino ( Berlino) - 2h07'41"
- Argento alla Maratona di Roma ( Roma) - 2h08'07"
- Bronzo alla Marvejols-Mende ( Mende), 22,4 km - 1h15'11"
- Argento alla Eldoret Discovery Half Marathon ( Eldoret) - 1h02'48"
- Bronzo alla 15 km di Eldoret ( Eldoret) - 42'54"

2006
- Bronzo alla Seoul JoongAng Marathon ( Seul) - 2h09'35"
- Oro alla Mezza maratona di Torino ( Torino) - 1h01'32"
- 8º alla Eldoret Discovery Half Marathon ( Eldoret) - 1h03'17"
- 7º alla Amatrice-Configno ( Amatrice), 8,4 km - 25'24"

2007
- 4º alla Maratona di Berlino ( Berlino) - 2h08'01"
- 18º alla Maratona di Boston ( Boston) - 2h21'34"
- 8º alla Mezza maratona di Lisbona ( Lisbona) - 1h02'28"

2008
- 12º alla Maratona di Parigi ( Parigi) - 2h09'56"
- Argento alla Maratona di Eindhoven ( Eindhoven) - 2h09'31"
- Oro alla Maratona di Valencia ( Valencia) - 2h11'29"

2009
- 9º alla Maratona di Roma ( Roma) - 2h11'21"
- 12º alla Eldoret Discovery Half Marathon ( Eldoret) - 1h03'39"

2010
- 8º alla Maratona di Lubiana ( Lubiana) - 2h14'44"